# Johnny Mølby
Johnny Mølby (Kolding, 4 de fevereiro de 1969) é um ex-futebolista profissional e treinador dinamarquês, que atuava como meia. Foi campeão da Eurocopa de 1992.

## Carreira
Johnny Mølby fez parte do elenco da Seleção Dinamarquesa de Futebol da Eurocopa de 1992 1996.

## Títulos
- Eurocopa de 1992